# میگوی راه‌راه
میگوی راه‌راه (نام علمی: Stenopus hispidus) نام یک گونه از فروراسته میگوهای مشت‌زن است.

## نگارخانه

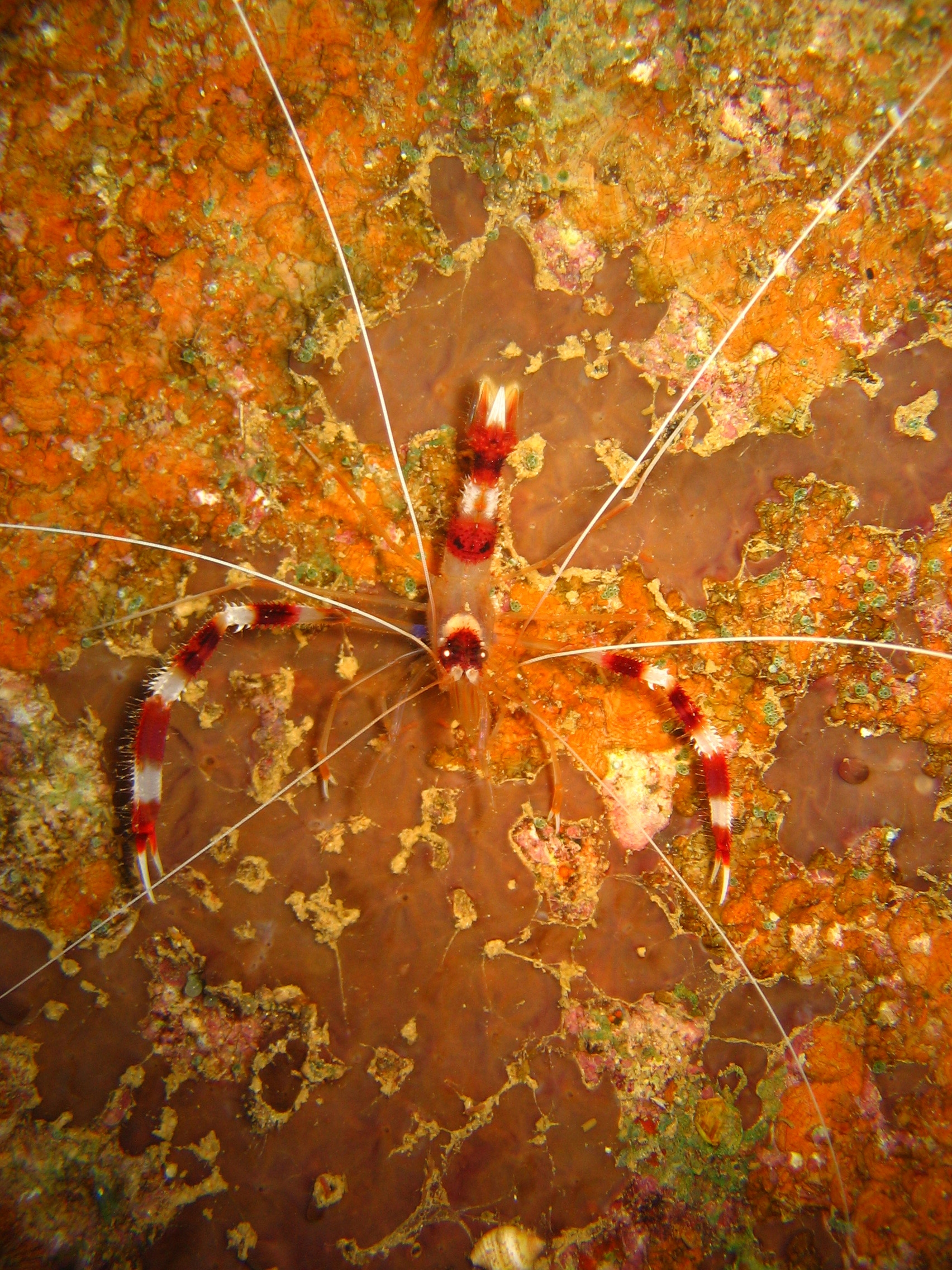
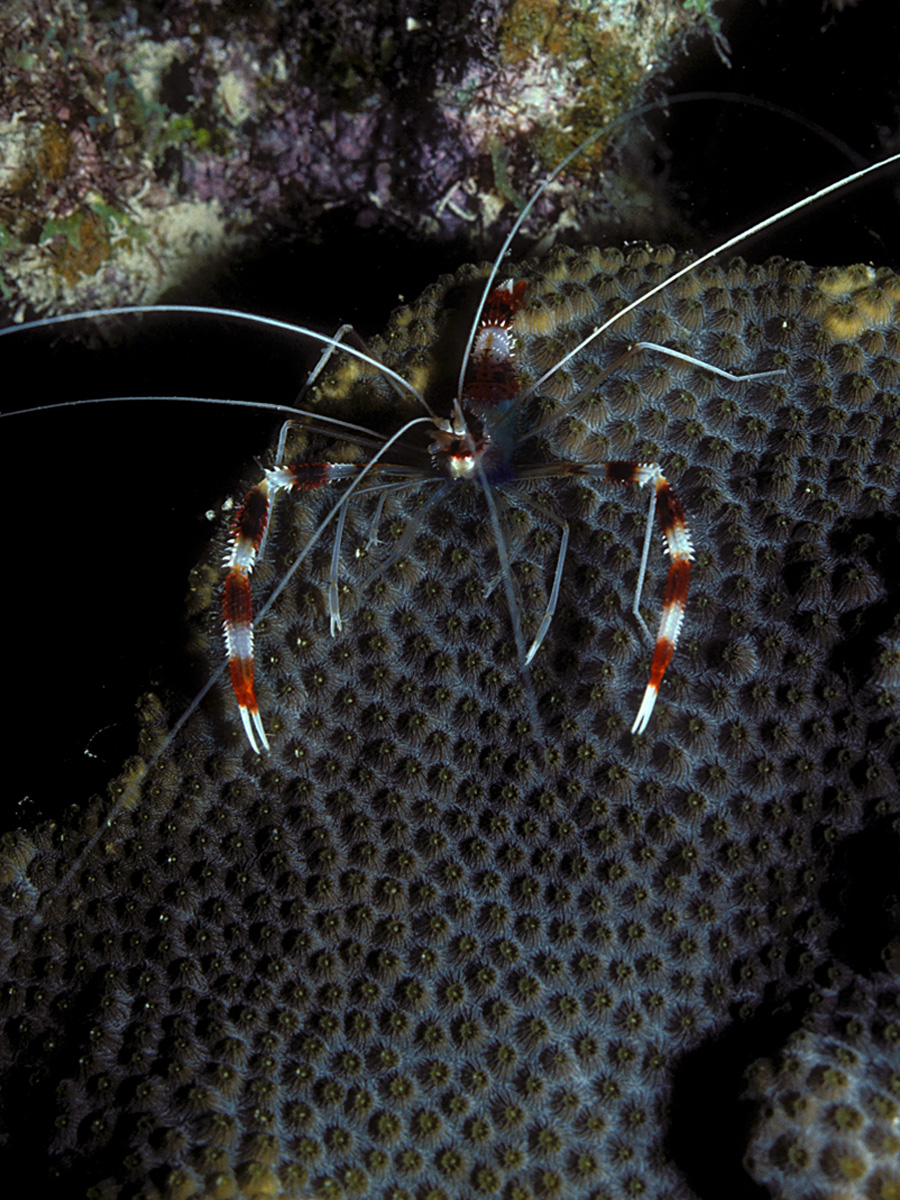